# Left Alone

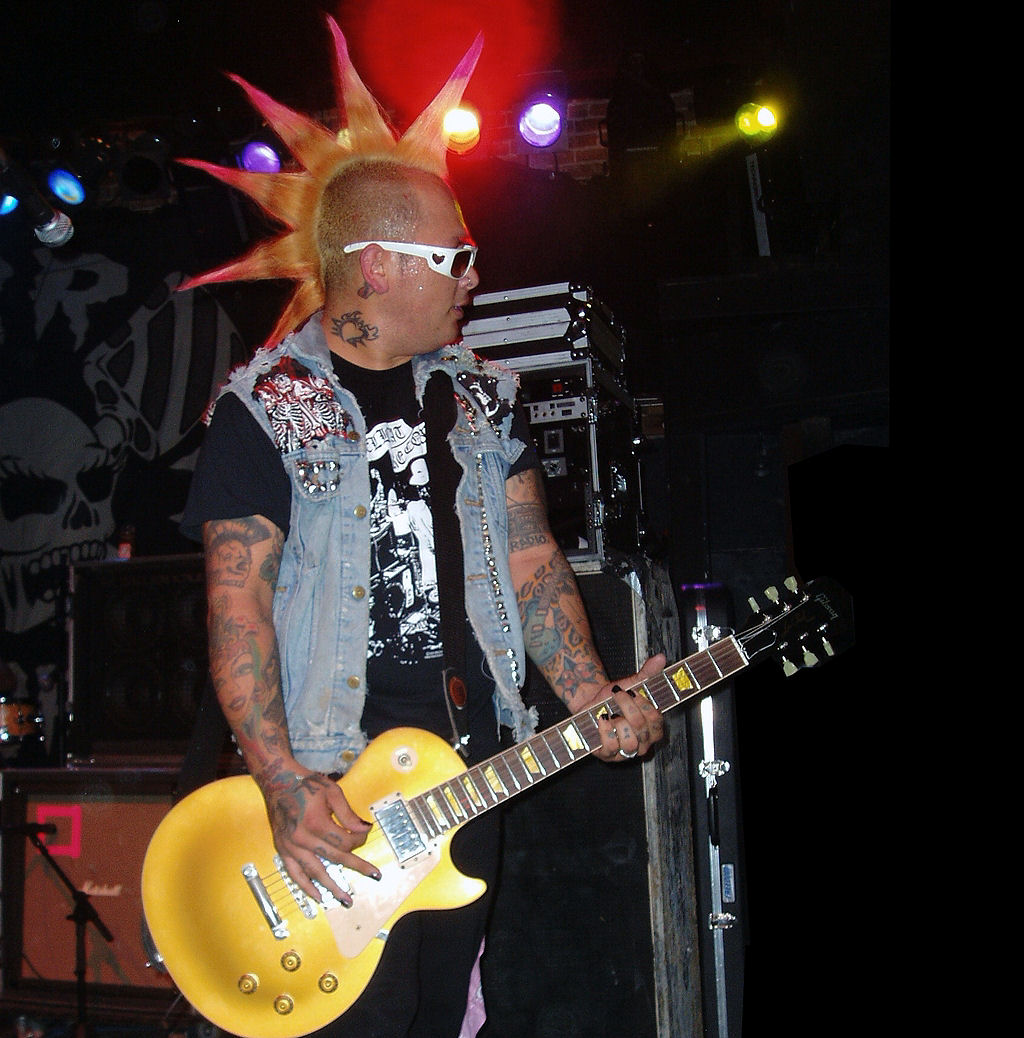
Elvis Cortez performing with Left Alone in Fort Collins, Colorado

Left Alone é uma banda norte-americana de punk rock.
Formada em 1996, no bairro de Wilmington (Los Angeles, Califórnia), tem a seguinte formação: Elvis Cortez (vocal, guitarra), Rick Cruz (baixo e vocal), Ramrod Briseno (bateria) e Noe Guzman (saxofone).
Elvis Cortez formou a sua própria etiqueta, registros Smelvis, para liberar Left Alone de registros, e desde então expandiu o rótulo para incluir muitas outras bandas underground. Cortez era também o proprietário do Clube PCH em Wilmington, que agora é extinta. Left Alone de música tem influências do ska, ea banda é notável por aderir a uma ética de fazê-lo sozinho, evitando as grandes gravadoras, reserva suas próprias turnês, e fazendo sua própria mercadoria.
```
Depois de lançar demos numerosos, splits e EPs, Left Alone lançou seu primeiro full-length, Streets of Wilmington, em 2002. Um ano depois, a banda compilou seus anteriores, out-of-print gravações na antologia Left Alone: 1996-2000. Em 2003, Cortez foi no Warped Tour como um roadie. Depois de Warped Tour fundador Kevin Lyman ouvido esquerdo música Sozinho, ele escolheu a banda para ser a Warped Tour banda churrasco para a turnê de 2004. A banda foi convidado a voltar a ser a banda churrasco para a turnê de 2005. Enquanto na Warped Tour, Tim Armstrong do Rancid ouvido Left Alone do álbum de 2004, e Inicia Solitária Broken Hearts. Armstrong assinou com a banda à sua gravadora, Hellcat, e re-lançado Inicia Solitária & Broken Hearts. A banda lançou seu álbum full-length terceiro, Rádio norte-americanos mortos, em 08 de agosto de 2006, que conta com participações de Tim Armstrong and Day Patricia da Horrorpops.
```

```
A banda lançou seu álbum auto-intitulado em 07 de abril de 2009.
```

```
Eles estavam em turnê com a Vans Warped Tour 2010.
```